# Liste der Michigan State Historic Sites im Iosco County

Lage des Iosco Countys in Michigan

Diese Liste der Michigan State Historic Sites im Iosco County nennt alle als Michigan State Historic Site eingestuften historischen Stätten im Iosco County im US-Bundesstaat Michigan. Die mit † markierten Stätten sind gleichzeitig im National Register of Historic Places eingetragen.
| Name                                                   | Bild | Lage                                                                        | Ort             | Eintrag seit  |
| ------------------------------------------------------ | ---- | --------------------------------------------------------------------------- | --------------- | ------------- |
| Alabaster Quarry Informational site                    |      | US Gypsum Co. Quarry, Kreuzung von Benson Road und Turtle Road              | Alabaster       | 8. Aug. 1963  |
| Edward A. Brackenridge House                           |      | 218 West Dwight Street                                                      | Oscoda          | 26. Nov. 1985 |
| Louis Chevalier Claim Informational Site               |      | 295 Harbor Street                                                           | Au Sable        | 29. Juli 1980 |
| Dock Reserve Informational Site                        |      | Strand am Ende von Michigan Road, River Road, Dwight Street und Park Street | Oscoda          | 21. Juli 1988 |
| Grant Township Cemetery                                |      | Old State Road westlich des Sand Lake                                       | Grant Township  | 18. Juni 1963 |
| Green Pack House                                       |      | 5014 N US-23                                                                | Oscoda          | 27. Jan. 1983 |
| Ladies Literary Club Building                          |      | 316 Newman Street                                                           | East Tawas      | 5. Apr. 1974  |
| Lumbering on the Huron Shore Informational Designation |      | Tawas Point State Park                                                      | East Tawas      | 19. Juli 1956 |
| Lumberman’s Memorial                                   |      | Monument Road und River Rads                                                | Oscoda Township | 19. Feb. 1958 |
| Tawas Point Light Station†                             |      | Tawas Point Road                                                            | bei East Tawas  | 23. Apr. 1971 |

## Belege
1. ↑  National Register Information System. In: National Register of Historic Places. National Park Service, abgerufen am 13. März 2009 (englisch).